# Саузово
Саузово (баш. Сауыҙ) — деревня в Краснокамском районе Республики Башкортостан Российской Федерации. Входит в состав Саузбашевского сельсовета.

## География

### Географическое положение
Расстояние до:
- районного центра (Николо-Берёзовка): 65 км,
- центра сельсовета (Саузбаш): 15 км,
- ближайшей ж/д станции (Нефтекамск): 58 км.

## История
Была основана в начале XIX века башкирами деревни Новосемиостровная Енейской волости Мензелинского уезда Оренбургской губернии на собственных вотчинных землях.

## Население
| 2002 | 2009 | 2010 |
| ---- | ---- | ---- |
| 184  | ↘172 | ↘165 |

Национальный состав
Согласно переписи 2002 года, преобладающая национальность — башкиры (87 %).